# Каримов, Тагирьян Шакирович
Тагирьян (Тагир) Шакирович Каримов (баш. Таһирйән Шакир улы Кәримов; 5 января 1912, Ахмерово, Уфимская губерния — 21 июня 1978, Уфа) — советский башкирский композитор. Член Союза композиторов БАССР с 1950, Союза композиторов СССР. Заслуженный деятель искусств Башкирской АССР (1972).

## Биография
В своей автобиографии Тагир Каримов пишет, что «с семилетнего возраста играл на гармониках, также в течение трёх лет играл в духовом оркестре». В родной деревне Ахмерово (ныне — Аургазинского района) он начинает увлекаться музыкой, играет на всех праздниках. Окончив уфимскую школу-семилетку, едет на юг — в Ашхабад, учится в шелкотекстильном техникуме, начинает работать. Вот там-то он и начал играть в духовом оркестре городского парка, учился играть на разных музыкальных инструментах. И не расставался со своим баяном. Когда в Ашхабад на гастроли приехала эстрадно-цирковая труппа, Каримова прослушали как баяниста, отметили его стройную гармоничную фигуру, пластичность и подвижность и зачислили на работу не только как музыканта, но и в качестве гимнаста. С этой труппой юноша оказался вскоре на севере — в Архангельске, где побеждает на конкурсе музыкантов, становится руководителем хорового коллектива, сам организует молодёжный хор.
С 1937 руководитель хора лесозавода в Архангельске, с 1939 худ. рук. ансамбля песни и пляски клуба «Нефтяник» (г. Ишимбай). «Судьба забросила Каримова в далекий Архангельск. В 1937 году он возглавил хор местного лесозавода. В 1939 году, вернувшись на родину, стал художественным руководителем ансамбля песни и пляски клуба „Нефтяник“ в Ишимбае. К этому периоду относятся его первые опыты в качестве композитора. Особенно хорошо у него получались пьесы для баяна, да и, собственно, баянистом он был первоклассным».
С 1940 заведующий музыкальной частью Башкирского государственного ансамбля народного танца, Башкирской государственной филармонии. "За год до Великой Отечественной войны Тагир Каримов был назначен заведующим музыкальной частью Башкирского государственного ансамбля народного танца Башгосфилармонии. В годы войны Тагир Каримов подружился с преподавателем училища искусств Антоном Эйхенвальдом, у которого брал уроки музыки и композиции. Именно он раскрыл музыкальный талант Каримова, помог реализоваться как композитору. Первыми музыкальными пробами Тагира стали песни, служившие великому делу победы. Каримов неоднократно бывал в расположении Башкирской кавалерийской дивизии и выступал перед бойцами. После первого приезда на передовую родилась песня «Любимый Гульсиры» на стихи поэта Кадыра Даяна. Незатейливая композиция о молодых людях, разлученных войной, пользовалась огромной популярностью у солдат и вошла в золотой фонд песенной культуры башкирского народа. Вслед за ней в 1943 году был написан «Башкирский марш», который в исполнении духового оркестра конников получил название «Вперед на Берлин!». ". Газета «Советский воин» в номере от 15 мая 1943 года писала: «Недавно башкирские артисты выступали в частях Н-ского гвардейского соединения. В 20 концертах они показали не только своё искусство, но и помогли бойцам и командирам шире развернуть художественную самодеятельность. Так, башкирский композитор Каримов написал и прекрасно исполняет на баяне марш конников-гвардейцев. Разучить этот марш он помог и нашим баянистам».
«После войны Тагир Каримов продолжал работать в Башгосфилармонии. В 1950 году вступил в Союз композиторов БАССР. В 1953-м экстерном закончил Уфимское музыкальное училище. С 1957 по 1972 годы возглавлял музыкальную часть Башкирского академического театра драмы. В эти годы написал музыку к 35 постановкам. Многие из его песен к спектаклям получили самостоятельную жизнь». Похоронен в Уфе.
Фарида Кудашева: «Говоря о Тагире Каримове, я всегда вспоминаю свою молодость. Тогда он очень активно начал создавать свою музыку. Как аккомпаниатор-баянист и как композитор был очень своеобразный — он пришёл в башкирскую музыку со своим почерком, своими интонациями. С ним у меня были первые гастроли, потом записали с ним первую пластинку. Впервые в башкирской эстраде он организовал инструментальный квартет, с которым мы много выступали. Многие годы мы работали вместе. Мои первые успехи связаны с Т. Каримовым. Он писал много оригинальной музыки для эстрады»

## Сочинения
Каримов Тагирьян Шакирович — автор более 150 песен и хоров на стихи башкирских поэтов. «Без преувеличения народными стали его песни» «Попляши, кума!», «Песня шофера», «Почтальон», «В цветущем саду». Автор музыки к 35 спектаклям: «Одинокая береза» (1952), «Похищение девушки» (1962), «В ночь лунного затмения» (1964), «Страна Айгуль» (1968) М.Карима; «Ледолом» (1956), «Седые волосы матери» (1960) А.Мирзагитова; «Утерянные письма» (1957), «Тансулпан» (1971) К.Даяна; «Обет» (в соавт. с К.Рахимовым, 1970) З.Биишевой, «Шонкар» (1967) А.Атнабаева; «Озорная молодость» (1970) И.Абдуллина и др.
Среди его сочинений для баяна и оркестра народных инструментов: Концертино (1949); Струн. квартет (1967); для ансамбля народных инструментов — пьесы; для баяна — пьесы; для эстрасдного ансамбля — пьесы; хоры, в том числе Журавли (сл. И. Юмагулова, 1972), Знакомые волны (сл. X. Гиляжева, 1972). Башкиры-гвардейцы (слова Я. Колмыя, 1972), Полы у вас дубовые? (сл. К. Даяна, 1974), Свет очей моих (сл. Ш. Биккола, 1974); песни (более 100), в том числе Попляши, кума (сл. К. Даяна, 1942), Твоя песня (сл. К. Даяна, 1946), Песня шофера (слова М. Карима, 1952), Зулфия (сл. И. Абдуллина, 1953), Почтальон (сл. Ш. Насырова, 1955), Песня пастуха (сл. Я. Колмыя, 1960), А почему… (сл. И. Юмагулова, 1971), В цветущем саду (сл. А. Мирзагитова, 1971); музыка к драм. спектаклям (более 30), в том числе «Одинокая береза» М. Карима (1952), «Свояки» И. Абдуллина (1953), «Зеленая шляпа» Г. Насырова (1954), «Похищение девушки» М. Карима (1958), «Седые волосы моей матери» А. Мирзагитова (1960), "Где жеты?"Х. Вахитова (1962), «В цветущем саду» А. Мирзагитова (1965), «Он вернулся» А. Атнабаева (1965), «Забытая клятва» И. Абдуллина (1967), «Страна Айгуль» М. Карима (1968), «Журавли возвращаются» И. Юмагулова (1969), «Озорная молодость» И. Абдуллина (1970), «Родник» Н. Асанбаева (1972); записи башкирских народных песен.

## Награды и звания
- Два ордена «Знак Почёта» (8 июня 1955, 1957)
- Заслуженный деятель искусств Башкирской АССР (1972).

## Семья
- Супруга —  Каримова (урожденная — Чернова) Зоя Тимофеевна (30.12.1920 — 01.02.2016). Родилась 30 декабря 1920 года в городе Стерлитамак Башкирской АССР. В 1936 году, после окончания семилетней школы, поступает в Стерлитамакское русское педагогическое училище Башкирской АССР. В 1939 году приказом РОНО назначена учительницей в Ишимбайскую начальную школу № 7 БАССР. В сентябре 1940 года Зоя Тимофеевна переезжает в город Уфа и поступает на работу в среднюю школу № 38 города Уфы в качестве преподавателя начальных классов. В годы войны и в послевоенные годы продолжает работать в системе образования. В 1960 году поступает на работу в систему потребительской кооперации БАССР. В 1976 году Зоя Тимофеевна награждена медалью «ВЕТЕРАН ТРУДА» (Указ Президиума Верховного Совета БАССР от 09.07.1976). На заслуженный отдых Зоя Тимофеевна уходит в 1978 году.

- Сын — Каримов Рустем Тагирович (12.11.1949 — 16.09.1993) — пианист-концертмейстер. Родился 12.11.1949 в городе Уфа. В 1965 году, после окончания средней школы № 11, поступает в Уфимское училище искусств Министерства культуры Башкирской АССР, которое оканчивает в 1969 году по специальности — фортепиано. В 1969 году поступает в Уфимский государственный институт искусств по специальности «фортепиано» с присвоением квалификации — концертный исполнитель, солист камерного ансамбля, концертмейстер, преподаватель, который успешно оканчивает. В 70-х годах Рустем Тагирович начинает свою трудовую деятельность в Отделе культуры исполкома Уфимского горсовета в качестве музыканта и организатора мероприятий художественной самодеятельности. Наряду с основным местом работы принимает активное участие в развитии эстрадного искусства в городе Уфа, являясь, в разное время, участником нескольких вокально-инструментальных коллективов. С 1985 года Рустем Тагирович — руководитель художественной самодеятельности БашНИПИ Нефть Объединения «Башнефть». Со второй половины половины 80-х годов Рустем Тагирович — пианист-концертмейстер школы-интерната музыкального воспитания № 1, а также Хореографического училища в городе Уфа.

- Сын Айрат — композитор и пианист, заслуженный деятель искусств Башкортостана, лауреат и призёр многих республиканских конкурсов, член союзов композиторов РФ и РБ.